# Ennio Filonardi
Ennio Filonardi, italijanski rimskokatoliški duhovnik, škof in kardinal, * 1466, Bauco, † 19. december 1549.

## Življenjepis
4. avgusta 1503 je bil imenovan za škofa Verolija.
22. decembra 1536 je bil povzdignjen v kardinala. 15. januarja 1537 je bil imenovan za kardinal-duhovnika S. Angelo in Pescheria. 12. avgusta 1538 je odstopil iz škofovskega položaja. 8. oktobra 1546 je bil imenovan za kardinal-škofa Albana. 